# ایوار بی‌استخوان

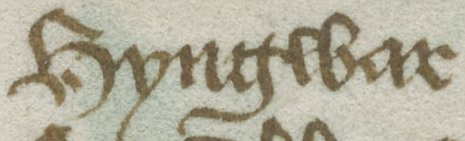
«هینگوار»، نام آیوار بدین‌سان در نسخه خطی قرن پانزدهم انگلیسی میانه آمده‌است.

آیوار بی‌استخوان (نورس باستان: Ívarr hinn Beinlausi ; انگلیسی باستان: Hyngwar)، معروف به آیوار راگنارسان، رهبر وایکینگ‌هایی بود که به انگلیس حمله کردند. بر پایه قصه راگنار لادبروک، وی پسر راگنار لودبروک و همسرش آسلاگ بود. از برادران وی می‌توان به بیورن یارنسیدا، هلفدان، راگنارسان، هیتسرک، سیگارد مار در چشم و اوبا اشاره کرد.

علت نام مستعار او دقیقا مشخص نیست. "Ívarr beinlausi" می‌تواند به "Ivar legless" (آیوار بدون پا) ترجمه شود، اما "beinlausi" همچنین می‌تواند به "بدون استخوان" نیز دلالت کند، زیرا "bone" و "leg" در دانمارکی به‌طور یکسان "ben" ترجمه می‌شود. چندین افسانه او را فاقد پا / استخوان توصیف می‌کنند، در حالی که در بخشی از Ragnarssona þátr (داستان پسران راگنار) بیان می‌شود که این عبارت در واقع ترجمه‌ای بوده برای اختلال نعوظ او، پس در نتیجه «بی استخوانی» آیوار صرفا کنایی‌ست.

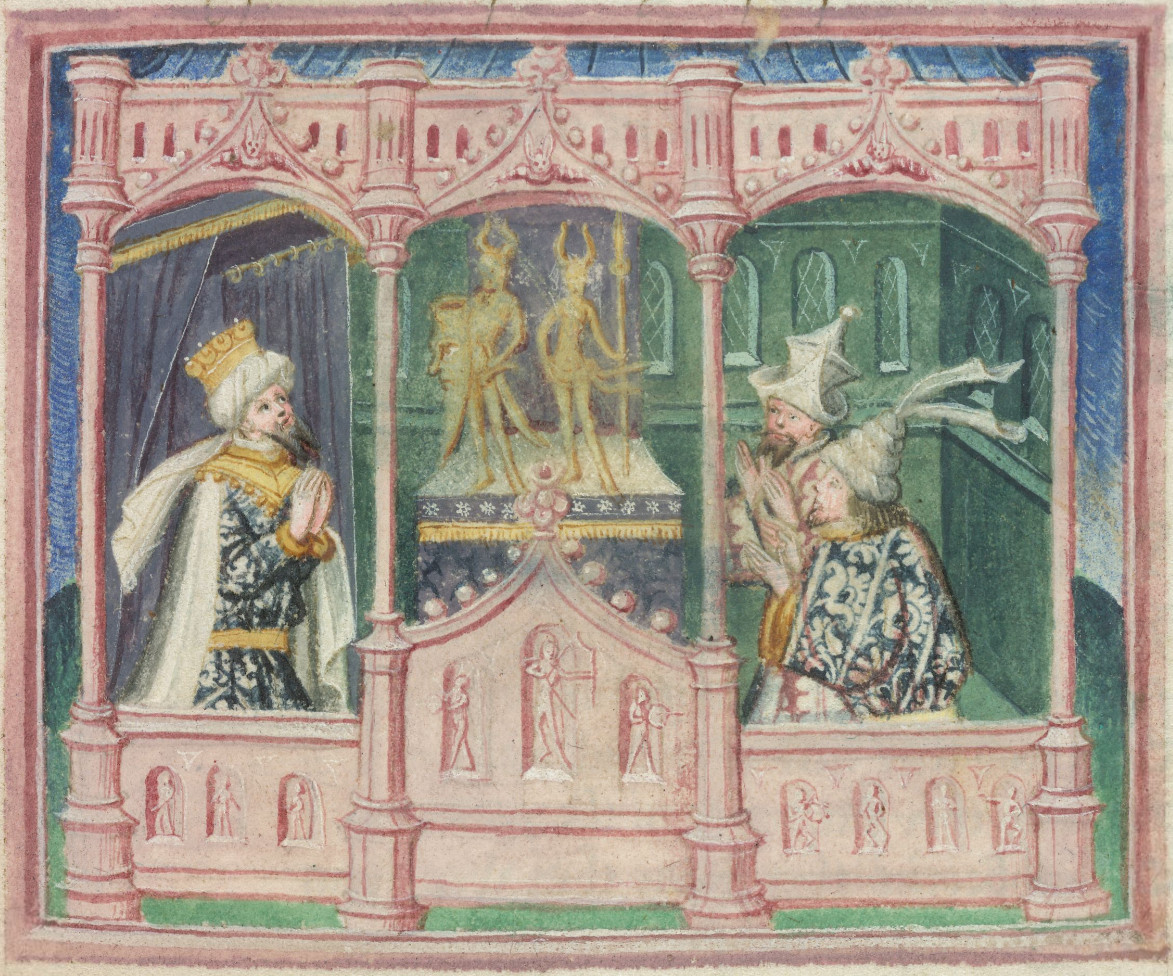
لوتبروکوس و پسرانش آیوار و اوبا. مینیاتور قرن پانزدهم، هارلی MS 2278، فولیو 39r.

طبق قصه راگنار لادبورک، بی استخوانی آیوار نتیجه یک نفرین بوده. مادر او، آسلاگ، همسر سوم راگنار بود. او به عنوان یک ولوا توصیف شده‌است (گونه‌ای از پیشگویان). وی پیشبینی می‌کند که پس از بازگشت راگنار از سفرش برای حمله به انگلیس، همسرش باید سه شب منتظر بماند تا ازدواج خود را به کمال برسانند. با این حال، پس از چنین جدایی طولانئ، شهوت بر راگنار قالب گشت و به سخنان اسلاگ توجه نکرد. در نتیجه، آیوار با استخوان‌های ضعیف متولد شد.

فرضیه دیگر این است که وی در واقع به عنوان «منفور» شناخته می‌شد که در لاتین به آن Exosus می‌گویند. یک کاتب قرون وسطایی که فقط دانش پایه‌ای در لاتین داشته باشد می‌توانست به راحتی آن را به عنوان ex (بدون) os (استخوان) و نهایتاً به «بی‌استخوان» تفسیر کند، اگرچه سخت است تا چنین ترجمه‌ای را با ترجمه مستقیم نام او در منابع نورس تطبیق داد، چرا که همتراز نیستند.

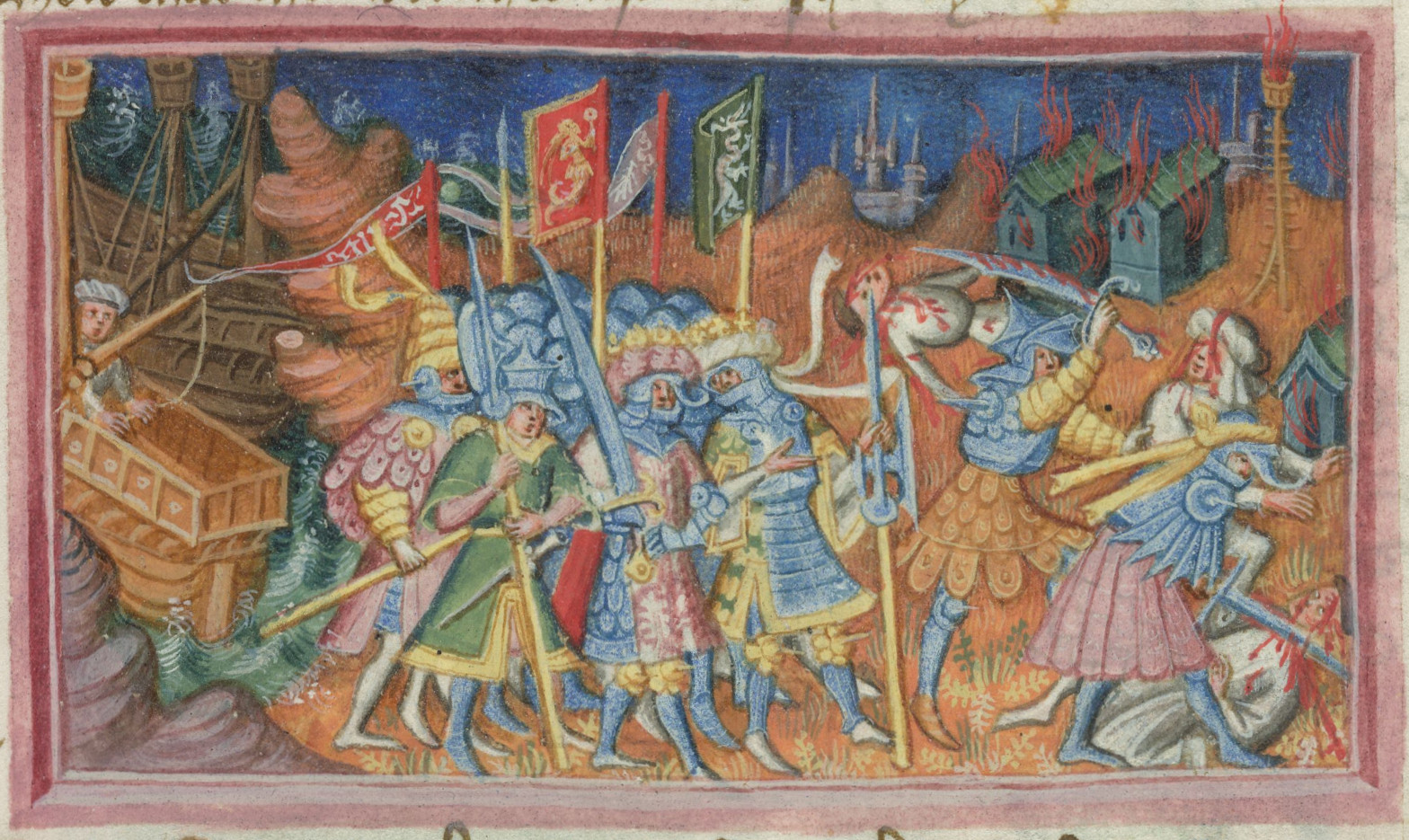
یک تصویر قرن پانزدهمی آیوار و اوبا حین غارت روستاها

در حالی که افسانه‌ها ناتوانی جسمی آیوار را نشان می‌دهند در عین حال بر خرد، حیله‌گری و تسلط وی بر استراتژی و تاکتیک‌های جنگی نیز تأکید دارند.
او را اغلب با عمر، بنیانگذار سلسله یی‌امیر، که در زمان‌های مختلف، از اواسط قرن نهم تا دهم، از شمال شهر یورک بر نورثامبریا حکمرانی می‌کرد و به عنوان پادشاهی دوبلین بر منطقه دریای ایرلند تسلط داشت، یکسان می‌دانند.

## مرگ
وقایع‌نگاری آنگلوساکسون مرگ وی را در ۸۷۰ میلادی ثبت می‌کند. آنالوس و اولستر مرگ آیوار را به سال ۸۷۳ ثبت می‌کند. همچنین مرگ او در سالنامه‌های پراکنده ایرلند پیش از سال ۸۷۳ ثبت شده‌است.

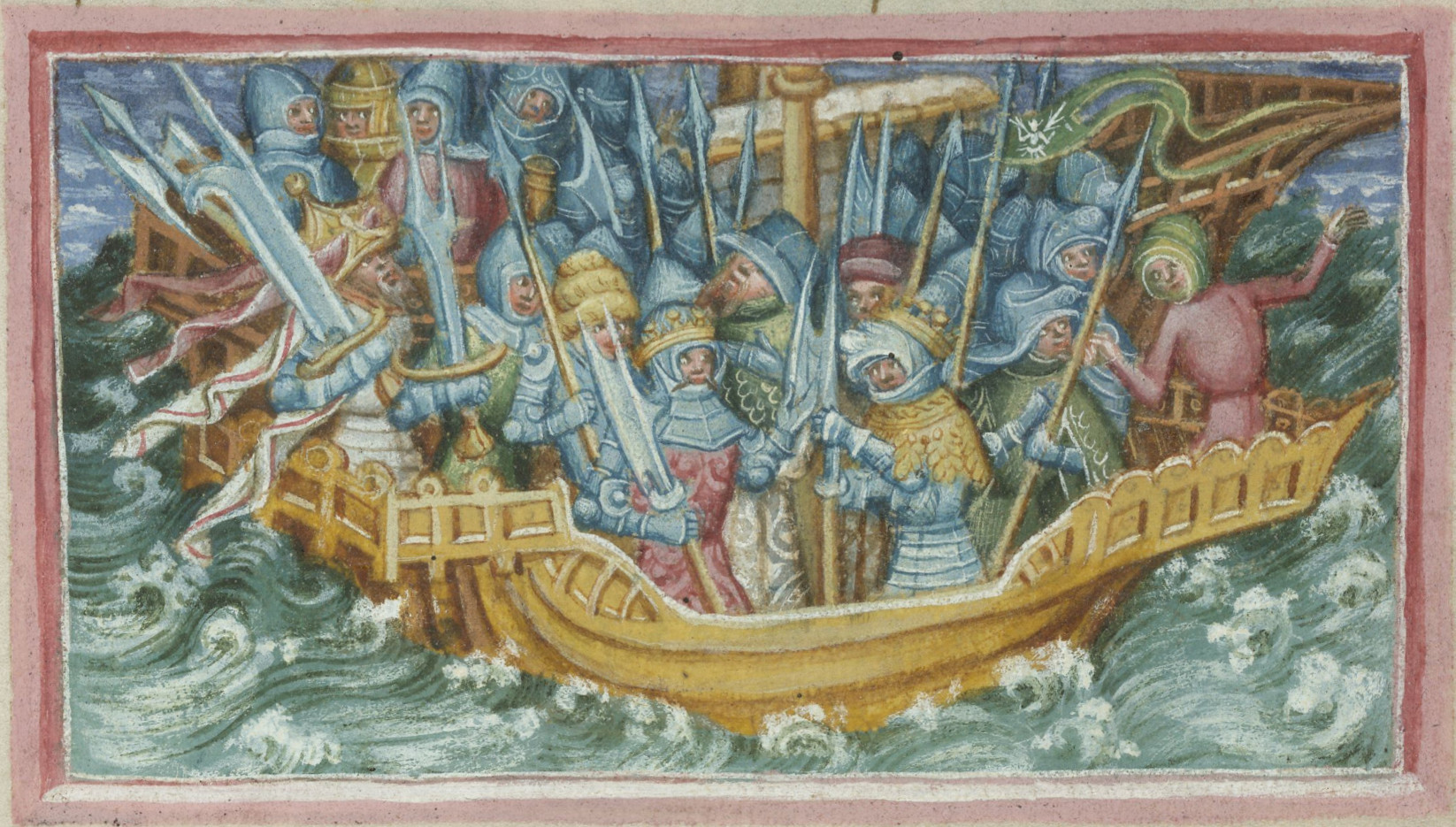
تصویری از آیوار و اوبا که برای انتقام پدرشان، لادبروک به راه می‌افتند

مرگ ناشی از یک بیماری ناگهانی و هولناک در هیچ منبع دیگری ذکر نشده‌است، اما این احتمال را ایجاد می‌کند که منشأ واقعی نام مستعار آیوار ناشی از اثرات فلج کننده یک بیماری ناشناخته باشد که در پایان دوران زندگی‌اش به آن دچار گشت.